# Harvey Mansfield

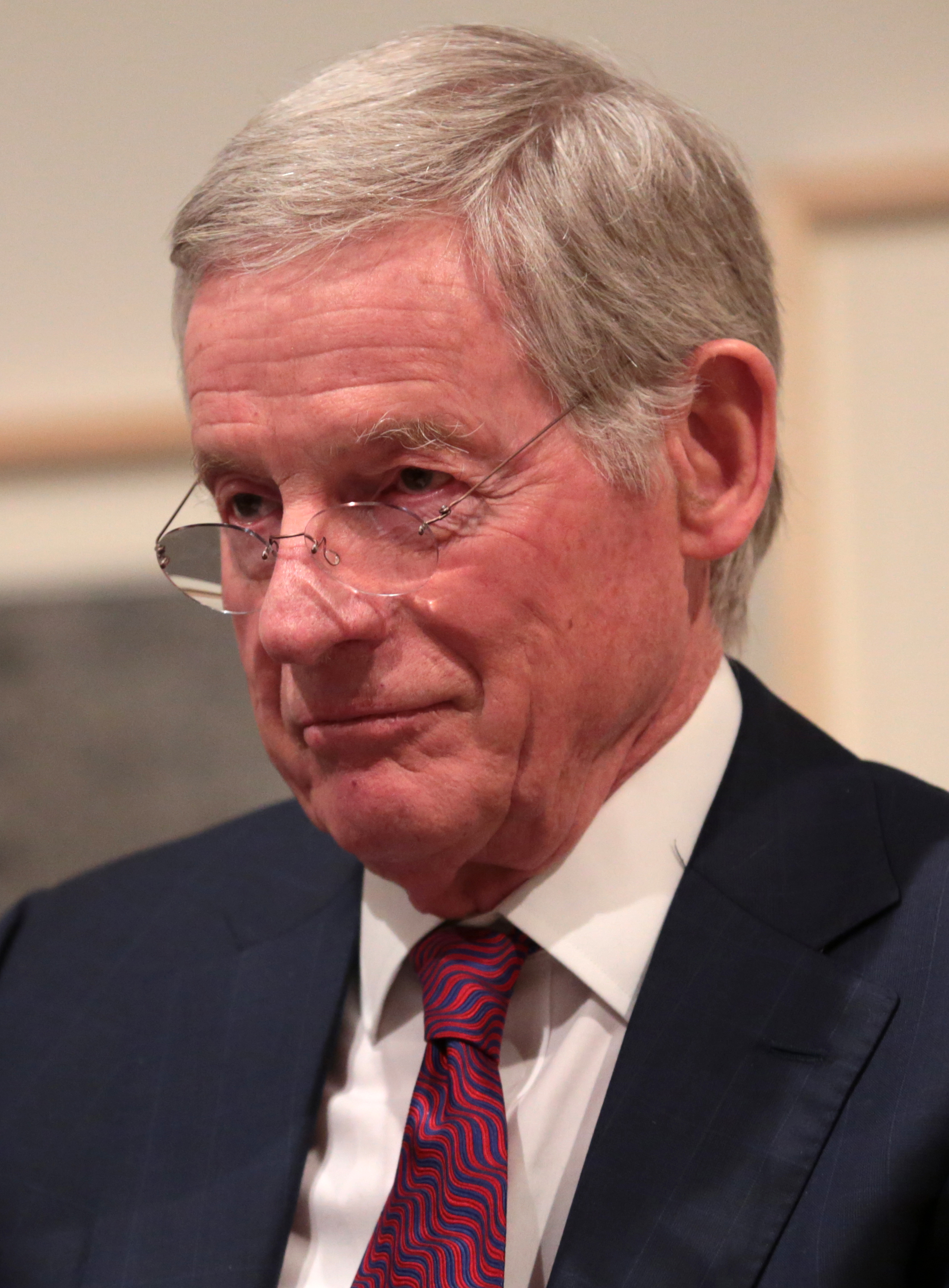
Harvey Mansfield, 2017

Harvey Claflin Mansfield, Jr. (* 21. März 1932 in New Haven, Connecticut) ist ein US-amerikanischer Staatstheoretiker.

## Leben
Mansfield wurde 1932 als Sohn des Columbia-Professors Harvey C. Mansfield, Sr. geboren. Er studierte von 1949 bis 1962 an der Harvard University. Dazwischen (von 1954 bis 1956) war er Soldat in der U.S. Army. Nach dem Ph.D. war er Assistant Professor an der University of California, Berkeley. 1962 ging er nach Harvard zurück, wo er 1988 Frank G. Thomson Professor of Government und 1993 William R. Kenan Jr. Professor of Government wurde. Er ist außerdem Carol G. Simon Senior Fellow an der Hoover Institution der Stanford University. Zuvor war er Mitglied im Council der American Political Science Association und Präsident der New England Historical Association. Von 1973 bis 1977 war er Chairman des Government Department an der Harvard University. Mansfield verfasste Studien über Aristoteles, Edmund Burke, Thomas Hobbes, Niccolò Machiavelli und Alexis de Tocqueville; zudem übersetzte er Werke von Machiavelli und Tocqueville ins Englische. Einen großen Einfluss übte auf ihn die Politische Philosophie von Leo Strauss aus. Zu seinen Studenten gehören u. a. Andrew Sullivan, Alan Keyes, Mark Lilla, Tom Cotton, Francis Fukuyama und William Kristol.
Mansfield ist verheiratet und hat drei Kinder.

## Auszeichnungen
- 1961: Fulbright Fellowship
- 1970: Guggenheim Fellowship
- 1974: NEH Fellowship
- 1993: Joseph R. Levenson Teaching Award
- 2002: Sidney Hook Memorial Award
- 2004: National Humanities Medal
- 2007: Jefferson Lecture[2]

## Schriften (Auswahl)
- Statesmanship and Party Government: A Study of Burke and Bolingbroke. University of Chicago Press, Chicago 1965.
- The Spirit of Liberalism. Harvard University Press, Cambridge 1978.
- Machiavelli’s New Modes and Orders: A Study of the Discourses on Livy. Cornell University Press, Ithaca 1979.
- Selected Letters of Edmund Burke. University of Chicago Press, Chicago 1984.
- Taming the Prince: The Ambivalence of Modern Executive Power. Free Press, New York 1989.
- America’s Constitutional Soul. The Johns Hopkins University Press, Baltimore 1993.
- A Student’s Guide to Political Philosophy. Intercollegiate Studies Institute, Wilmington 2000.
- Manliness. Yale University Press, New Haven 2006.
- Tocqueville: A Very Short Introduction. Oxford University Press, Oxford 2010.